# Apataelurus
Apataelurus is een geslacht van uitgestorven roofzoogdieren uit de onderfamilie Machaeroidinae van de Oxyaenidae dat tijdens het Eoceen in Noord-Amerika en oostelijk Azië leefde.

## Fossiele vondsten
Fossielen van Apataelurus zijn gevonden in de Amerikaanse staten Utah en Californië en in de Volksrepubliek China. De vondsten dateren uit het Midden-Eoceen. Waarschijnlijk vond in het Midden-Eoceen migratie van zoogdieren plaats tussen oostelijk Azië en Noord-Amerika met uitwisseling van roofzoogdieren, omomyide primaten, de eerste haasachtigen en onevenhoevigen zoals brontheriërs en chalicotheriërs. Apataelurus is zowel bekend van vondsten uit de Uinta-formatie (A. kayi) in Utah als de Irdin Mahna-formatie (A. pishigouensis) in Binnen-Mongolië.  

## Kenmerken
Apataelurus was een carnivoor. Het dier had een katachtige lichaamsbouw met het formaat van een lynx. De sabeltanden van Apataelurus waren kleiner dan die van de verwante Machaeroides. 